# Arhopala chrysoana
Arhopala chrysoana är en fjärilsart som beskrevs av Hans Fruhstorfer 1914. Arhopala chrysoana ingår i släktet Arhopala och familjen juvelvingar. Inga underarter finns listade i Catalogue of Life.